# Kill=slayd
Kill=slayd（キル・スレイド）は、日本のヴィジュアル系ロックバンド。1997年にフルアルバム「HEAT」でメジャーデビューした。インディーズ初期のコンセプトは「An MaD PhenoMenoN」、インディーズ後期のコンセプトは「Level of Culture」。

## メンバー
- TOKI（トキ、10月31日-）　ボーカル　東京都出身

解散後はSTEALTHとして活動後、2007年にC4を結成した。メンバーは大村孝佳、Junji（ex.Laputa）、Tomoi（ex.Laputa）。※2019年現在
2010年、STEALTHを再始動。
- IZA（イザ、旧芸名：IZAYOI）　ギター
- JUN≒NA（ジュンナ）　ベース

解散後はAlteMissioN（ex.Blüe）を結成した。
ENDLESS、D≒SIREのサポートメンバーだった。
- KAZUSHI（カズシ）　ドラム

## 元メンバー
- TERUHIKO（テルヒコ、9月25日 - ）　ベース　東京都出身
- Tsutomu（ツトム、2月3日 - ）　ドラム　東京都出身
- AKIRA（アキラ）　ドラム

Kill=slayd加入前はGLAYに在籍していた。

## 来歴
1992年
- 2月、TOKIとIZAYOIを中心に結成。
- 11月、デモテープ「Artistic+Suicide」発売（1000本完売）。

1993年
- 10月、インディーズ1stミニアルバム「‡Death 13‡」リリース。オムニバスCD「L.S.D 《LATENT SUBLIMINAL DRIVE》』（BMGビクター）に参加。

1994年
- 1月、ベースのTERUHIKOが脱退し、JUN≒NAが加入する。
- 2月、TOKIとGLAYのTAKURO主催のプロジェクト「an Optic」敢行（Kill=slayd、GLAY、堕天使との3バンドでのカップリングツアー＆オムニバスCD「an Optic」をリリース）。
- 6月、新宿LOFTにて初ワンマンライヴ（SOLD OUT）を機に都内の主要ライヴハウスをツアー。
- 7月、市川CLUB GIO、大阪MUSE HALLにてワンマン。インディーズ1stビデオ「COSA.NOSTRA CIRCULATION」リリース。
- 11月、目黒鹿鳴館にてワンマン（SOLD OUT）。

1995年
- 4月、2ndミニアルバム「-Peripheral-」をリリース。4月には日清パワーステーションワンマン（SOLD OUT）。ドラムのAKIRAが脱退し、KAZUSHIが加入する。これでKill=slaydの最終的なメンバーが揃う。
- 12月、TOKI主催イベント「STELS」を目黒鹿鳴館にて開催（SOLD OUT）。TAKURO（GLAY）、TOSHI NAGAI（GLAYサポート）、D.I.E.（hide with Spread Beaver）、YUKIYA（D≒SIRE）等が出演。このプロジェクトは後のSTEALTHになる。

1996年
- 4月、マドンナやスティング等の国内マネージメントで知られる「ZAK CORPORATION」と日本のロックバンドとしては初の所属アーティストとなる。この時リリースされたマキシシングル「Krank」はインディーズチャート1位に輝く。
- 6月、CLUB CITTA'川崎にてワンマン。

1997年
- 6月25日、1stフルアルバム「HEAT」にて日本クラウンからメジャーデビュー。
- 7月24日、1stシングル「激しく強く壊れるほどに」リリース。
- 8月21日、ミニアルバム「undertaker」リリース。

1998年
- 1月21日、2ndシングル「Krank～JET the PHANTOM MIX～ / believing」リリース。
- 3月25日、3rdシングル「Masquerade」リリース。
- 6月24日、ビデオ「TEMPEST」リリース。
- 7月23日、2ndフルアルバム「Higher」リリース。
- 10月31日、市川CLUB GIOでのラストライブを以って解散する（表面上は活動休止、TOKI以外のメンバーの脱退が要因で解散となった）。

2015年
- 解散から17年の時を経てラスト＆ベストと銘打ったアルバム「COSA NOSTRA」（限定1,000枚、シリアルナンバー入り）発売。予約で完売した。

## ディスコグラフィ

### シングル
- 「Krank」（ZAK DISK）※インディーズラストディスクとして発売。
- 「激しく強く壊れるほどに」（1997年7月24日発売/日本クラウン）
- 「Krank～JET the PHANTOM MIX～ / believing」（1998年1月21日発売/日本クラウン）
- 「Masquerade」（1998年3月25日発売/日本クラウン）

### ミニアルバム
- 「‡Death 13‡」（FIXER RECORDS）※初CD作品、後に2曲追加で再発された。
- 「-Peripheral-」（Aop Project）
- 「undertaker」（1997年8月21日発売/日本クラウン）※メジャー1stミニアルバム、ボーナスディスク付き。

### フルアルバム
- 「HEAT」（1997年6月25日発売/日本クラウン）※メジャーデビュー作品。
- 「Higher」（1998年7月23日発売/日本クラウン）

### ベストアルバム
- 「COSA NOSTRA」（2015年8月31日発売）※全曲新録音、シリアルナンバー入り限定1,000枚生産、予約の時点で完売。

### オムニバスアルバム
- 「L.S.D 《LATENT SUBLIMINAL DRIVE》」（「PERPETUAL PLEASURE」収録/BMGビクター）
- 「an Optic」（「suspelia」収録）

### ビデオ
- 「COSA.NOSTRA CIRCULATION」※インディーズ1stビデオ
- 「TEMPEST」（1998年6月24日発売/日本クラウン）※メジャー1stビデオ

### デモテープ
- 「Artistic+Suicide」

## タイアップ一覧
| 使用年 | 曲名                   | タイアップ                                   |
| ------ | ---------------------- | -------------------------------------------- |
| 1997年 | 激しく強く壊れるほどに | テレビ東京系『脳みその具』エンディングテーマ |